# Mähämmädräsul Mäcidov

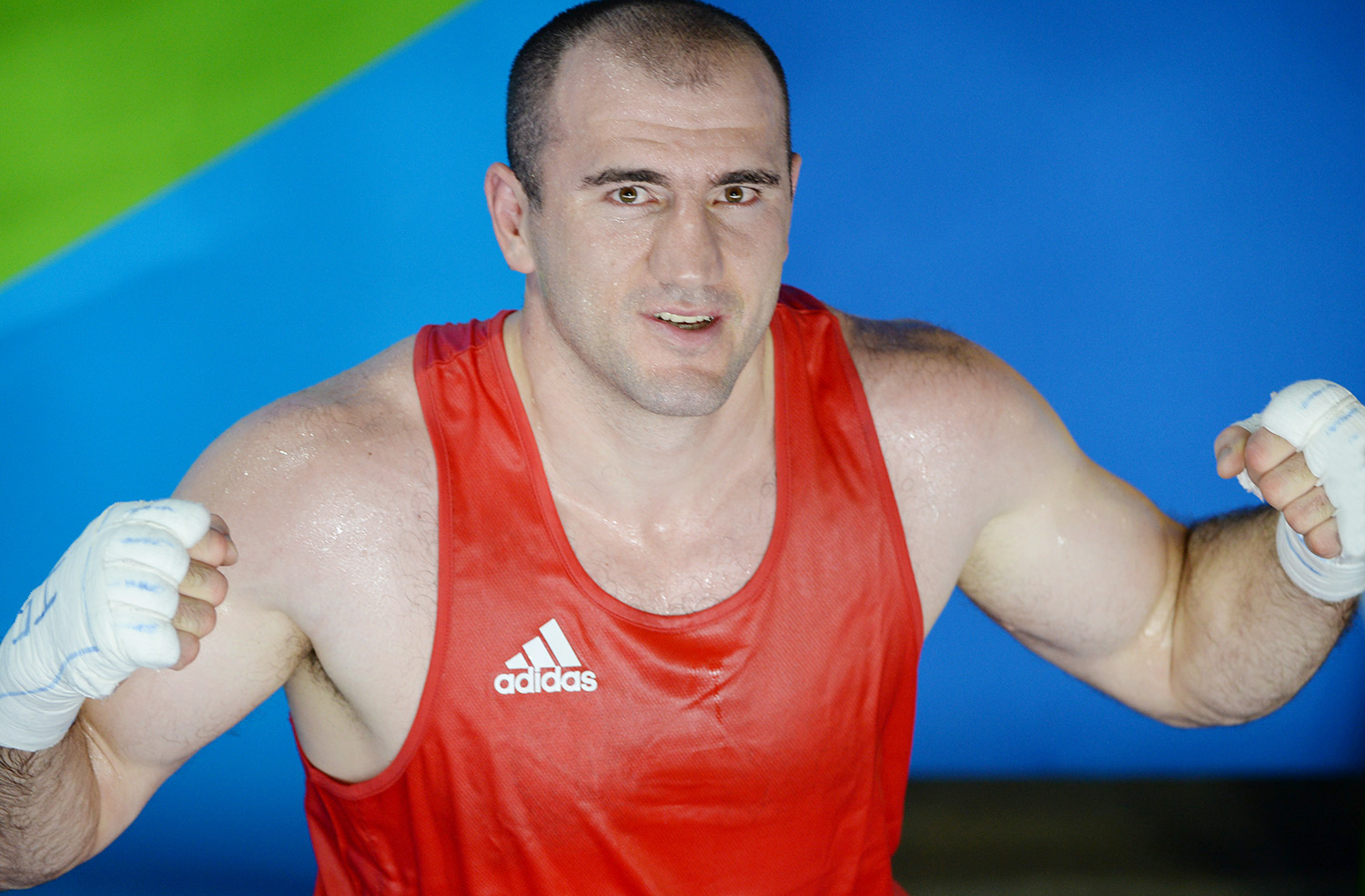
Mähämmädräsul Mäcidov

Mähämmädräsul Mäcidov (azeriska: Məhəmmədrəsul Məcidov), född 27 september 1986 i Baku, Azerbajdzjan, är en azerisk boxare som tog OS-brons i supertungviktsboxning 2012 i London. 

## Resultat

### London 2012
| Gren          | Sextondelsfinal      | Åttondelsfinal       | Kvartsfinal          | Semifinal                | Final                | Final     |
| Gren          | Motståndare Resultat | Motståndare Resultat | Motståndare Resultat | Motståndare Resultat     | Motståndare Resultat | Placering |
| ------------- | -------------------- | -------------------- | -------------------- | ------------------------ | -------------------- | --------- |
| Supertungvikt | i.u.                 | Mwamba (COD) W RSC   | Omarov (RUS) W 17–14 | Cammarelle (ITA) L 12–13 | Gick inte vidare     | 3         |